# Rothschildia
Rothschildia är ett släkte av fjärilar. Rothschildia ingår i familjen påfågelsspinnare.

## Bildgalleri

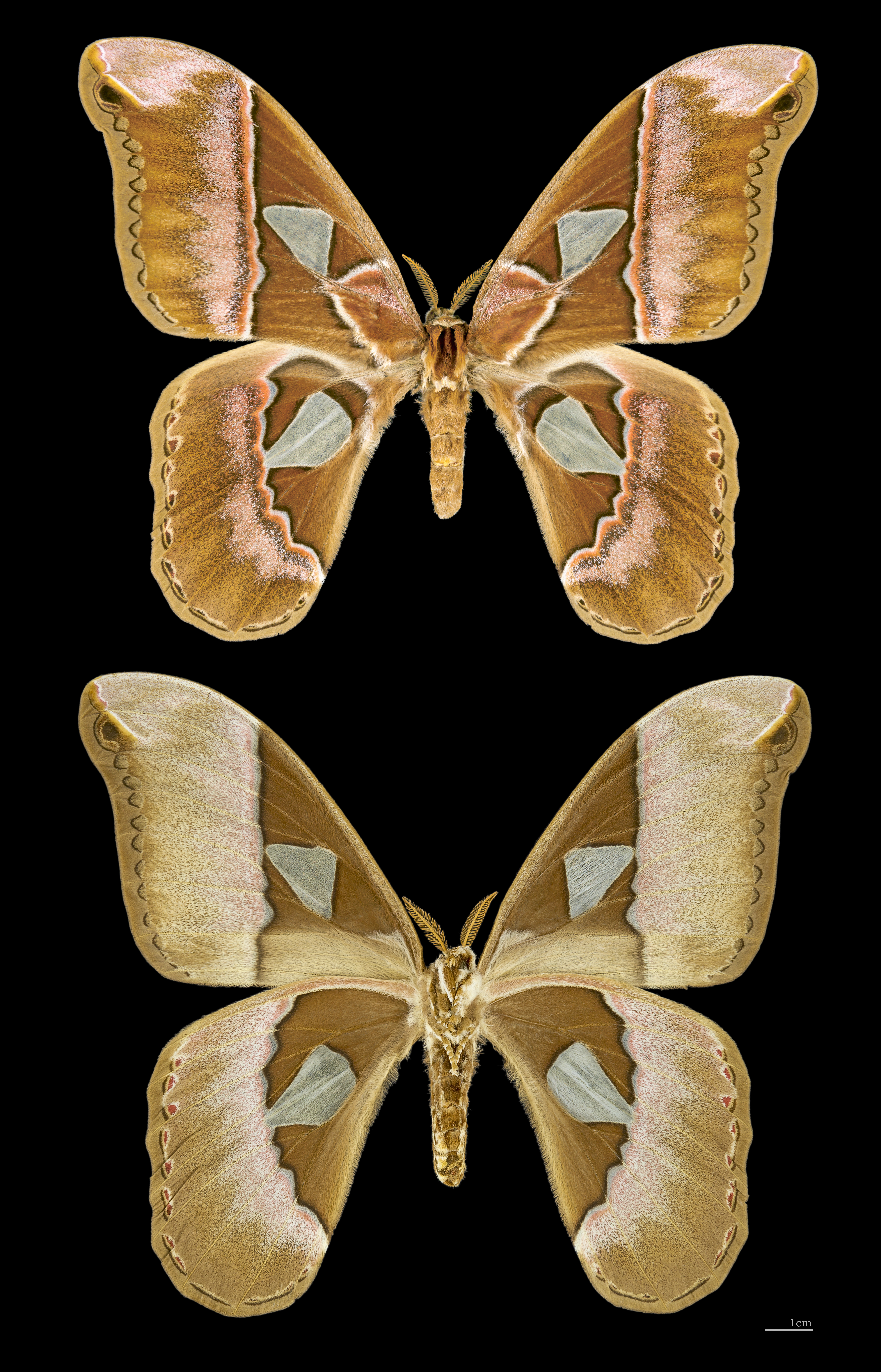
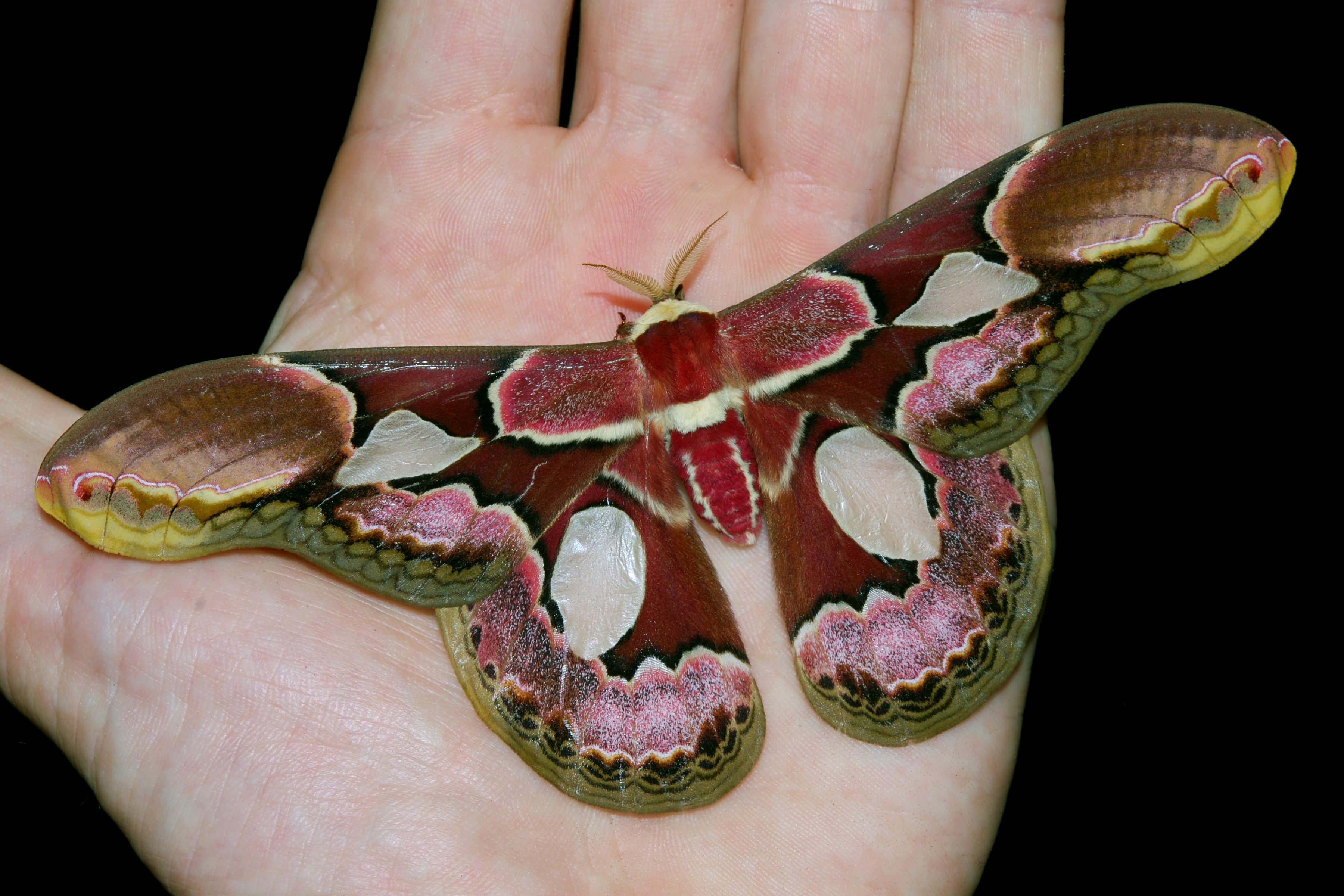
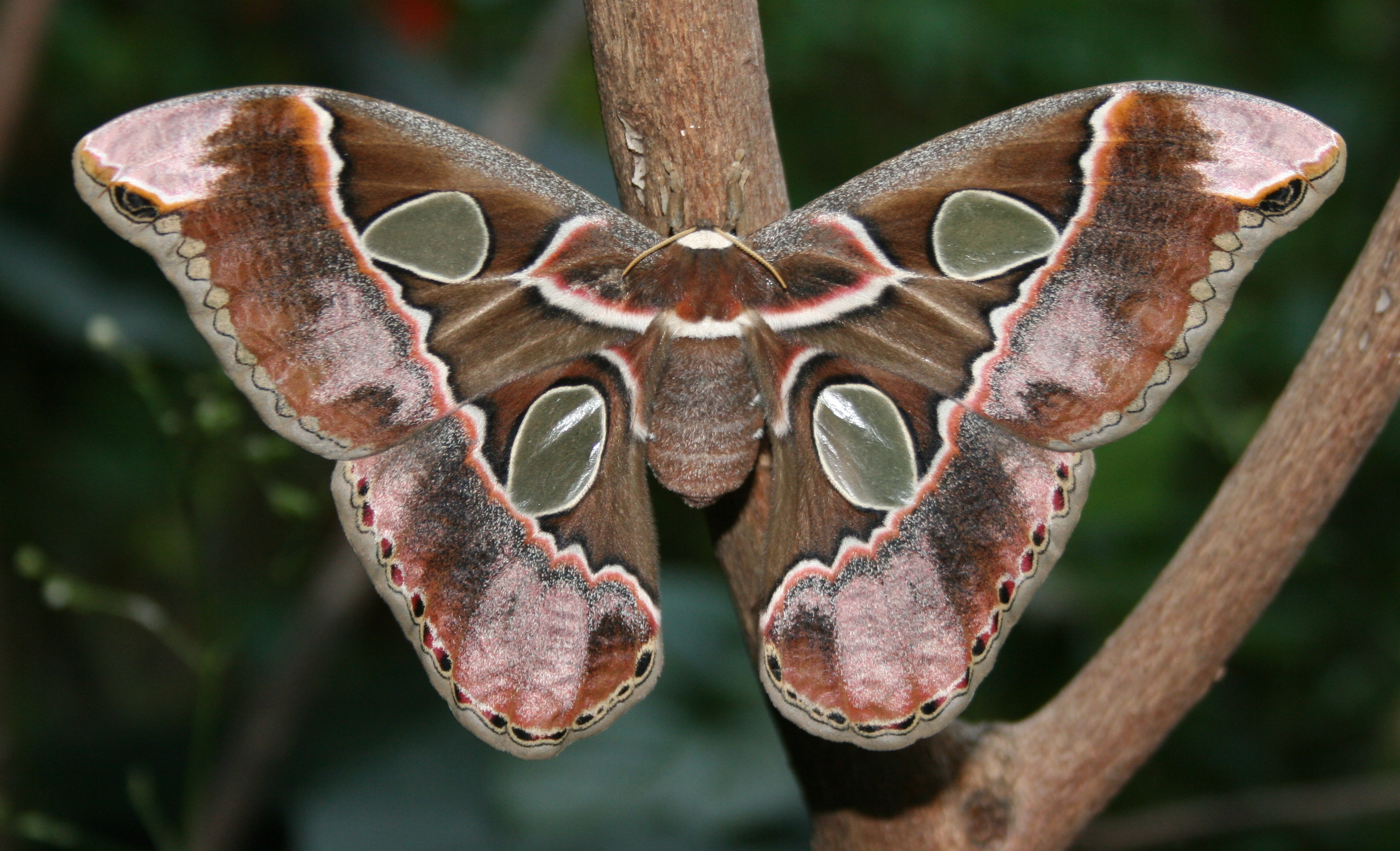

## Dottertaxa tillRothschildia, i alfabetisk ordning[1]
- Rothschildia affinis
- Rothschildia amacurensis
- Rothschildia amazonica
- Rothschildia amoena
- Rothschildia andensis
- Rothschildia angulatus
- Rothschildia arethusa
- Rothschildia aricia
- Rothschildia aroma
- Rothschildia augias
- Rothschildia aurata
- Rothschildia aurota
- Rothschildia balatana
- Rothschildia belus
- Rothschildia benjamini
- Rothschildia betis
- Rothschildia bogotana
- Rothschildia bolivar
- Rothschildia bucaya
- Rothschildia campuzani
- Rothschildia catenigera
- Rothschildia cauca
- Rothschildia chiris
- Rothschildia cincta
- Rothschildia condor
- Rothschildia coxeyi
- Rothschildia cruentata
- Rothschildia draudti
- Rothschildia encelades
- Rothschildia equatoralis
- Rothschildia erycina
- Rothschildia ethra
- Rothschildia fauvetyi
- Rothschildia forbesi
- Rothschildia fossilis
- Rothschildia gounelli
- Rothschildia guerreronis
- Rothschildia hesperus
- Rothschildia hoffmanni
- Rothschildia hopfferi
- Rothschildia imitator
- Rothschildia inca
- Rothschildia jacobaeae
- Rothschildia jorulla
- Rothschildia jorulloides
- Rothschildia lebeau
- Rothschildia lichtenba
- Rothschildia luciana
- Rothschildia lutea
- Rothschildia martha
- Rothschildia maurus
- Rothschildia maurusius
- Rothschildia melini
- Rothschildia meridana
- Rothschildia mexicana
- Rothschildia micrinus
- Rothschildia morana
- Rothschildia mussehli
- Rothschildia nigrescens
- Rothschildia ochracea
- Rothschildia olivenca
- Rothschildia orbignyana
- Rothschildia orizaba
- Rothschildia paradoxa
- Rothschildia paranensis
- Rothschildia paucidentatat
- Rothschildia paulista
- Rothschildia pegasus
- Rothschildia peruviana
- Rothschildia poecilator
- Rothschildia prionia
- Rothschildia prionidia
- Rothschildia procyon
- Rothschildia pseudoguerreronis
- Rothschildia rectilineata
- Rothschildia rhodina
- Rothschildia rhombifer
- Rothschildia roxana
- Rothschildia satyrus
- Rothschildia schreiteri
- Rothschildia schreiteriana
- Rothschildia semiimmaculata
- Rothschildia speculifer
- Rothschildia speculizaba
- Rothschildia speculum
- Rothschildia splendida
- Rothschildia spondiae
- Rothschildia steinbachi
- Rothschildia stuarti
- Rothschildia surinamensis
- Rothschildia triloba
- Rothschildia tucumani
- Rothschildia uruapana
- Rothschildia wagneri
- Rothschildia venezuelensis
- Rothschildia vibidia
- Rothschildia vinacea
- Rothschildia xanthina
- Rothschildia yucatana
- Rothschildia zacateca